# Illinoia finni
Illinoia finni är en insektsart som först beskrevs av Macgillivray 1958.  Illinoia finni ingår i släktet Illinoia och familjen långrörsbladlöss. Inga underarter finns listade i Catalogue of Life.